# Kulturhuset Stadsteaterns internationella litteraturpris
Kulturhuset Stadsteaterns internationella litteraturpris (International Writers' Stage Award) är ett svenskt litteraturpris, instiftat år 2015.
Priset är instiftat på initiativ av Kulturhuset Stadsteatern med koppling till dess Internationella författarscen-verksamhet för att premiera utländska författare och deras svenska översättare. Prissumman är på 150 000 kronor och delas lika mellan författaren och översättaren, och bekostas av Bonnierförlagen, De oberoende, Natur & Kultur, Norstedts och Kulturhuset Stadsteatern. Priset utdelas sedan 2016 på Kulturhuset Stadsteatern.
De svenska bokförlagen får årligen föreslå verk ur sin egen utgivning för bedömning. En jury presenterar i september varje år fem (tidigare sex) nominerade författare/översättare, och i oktober meddelas vinnarna. Juryn består av representanter från Kulturhuset Stadsteatern, dess Litteraturscen och bibliotek, samt från kulturredaktionerna på tidningarna Dagens Nyheter, Svenska Dagbladet, Expressen, Aftonbladet och Upsala Nya Tidning.

## Pristagare
- 2016 – Olga Tokarczuk och översättaren Jan Henrik Swahn (för romanen Jakobsböckerna, Ariel förlag)
- 2017 – Jaume Cabré och översättaren Jens Nordenhök (för romanen Jag bekänner, Nilsson förlag)
- 2018 – George Saunders och översättaren Niclas Nilsson (för romanen Lincoln i bardo, Albert Bonniers förlag)
- 2019 – Ingvild H. Rishøi och översättarna Nils Sundberg och Stephen Farran-Lee (för novellsamlingen Vinternoveller, Flo förlag)[2]
- 2020 – Einar Kárason och översättaren John Swedenmark (för romanen Stormfåglar, Thorén & Lindskog förlag)[3]
- 2021 – Marie-Hélène Lafon och översättaren Anna Säflund-Orstadius (för romanen En sons historia)[4]
- 2022 – Miriam Toews och översättaren Erik Andersson (för romanen Kvinnor som pratar, Rámus förlag)[5]
- 2023 – Lucy Ellmann och översättaren Eva Åsefeldt (för romanen Ankor, Newburyport Albert Bonniers Förlag)[6]
- 2024 – László Krasznahorkai och översättaren Daniel Gustafsson (för romanen Herscht 07769, Norstedts)[7]